# Big, Black & Beautiful
Big, Black & Beautiful is een zanggroep. De groep, bestaande uit Rocq-E Harrell, Lucretia van der Vloot en Michelle David is in 2002 opgericht door Bos Theaterproducties. Naast de theatervoorstelling treedt de groep regelmatig in het land op. Tot nu toe heeft de groep drie theatervoorstellingen op haar naam staan.

## Theater
Voorstelling 1: A Tribute To The Girl Groups
In de eerste voorstelling brachten Rocq-E, Lucretia & Michelle op een muzikale en komische wijze hun eerbetoon aan de Girl Groups van de afgelopen decennia. Hierin werd het verhaal verteld van drie zangeressen die tijdens een auditie bij elkaar worden gebracht om zo de meidengroep Big, Black & Beautiful te vormen. De groep wordt een succes en de diva's gaan op een tournee langs steden als Parijs, London, Amsterdam en New York. Tijdens de tournee komt er onenigheid tussen de dames en ziet het publiek de andere kant van het artiestenleven.
Deze voorstelling draaide in het seizoen 2002/2003 en 2003/2004.
Voorstelling 2: BB&B XL
Van januari tot en met juni 2006 trok Big, Black & Beautiful langs de Nederlandse theaters met BB&B XL. In deze voorstelling ging het om de liefde. De drie dames waren verliefd en in de voorstelling werden de liefdesverwikkelingen gevolgd. In deze voorstelling was er voor Hajo Bruins een rol weggelegd.
Voorstelling 3: Big, Black & Beautiful In Concert
Van februari tot en met juni 2008 waren Rocq-E, Lucretia en Michelle in de Nederlandse theaters te vinden met de derde BB&B show. Deze voorstelling is geheel gewijd aan muziek. Nieuwe nummers worden afgewisseld met nummers uit voorgaande shows.

## Studioalbum
Na twee live-cd's en een live-dvd begint de groep eind 2008 aan de voorbereidingen van hun eerste studioalbum, Everything's Changing die in oktober 2009 is uitgebracht. Het album bevat dertien tracks waarvan er vier door de dames zelf geschreven zijn. Het album is onder andere geproduceerd door Humphrey Campbell.
Als voorloper op het album is de single My special prayer uitgebracht, een cover van Percy Sledge. De eerste single is op 24 augustus 2009 uitgebracht, getiteld No Frills Love, een cover van Jennifer Holiday. De tweede single, het zelf geschreven Guess I'll Be The One, is uitgebracht op 23 februari 2010.

## Concert

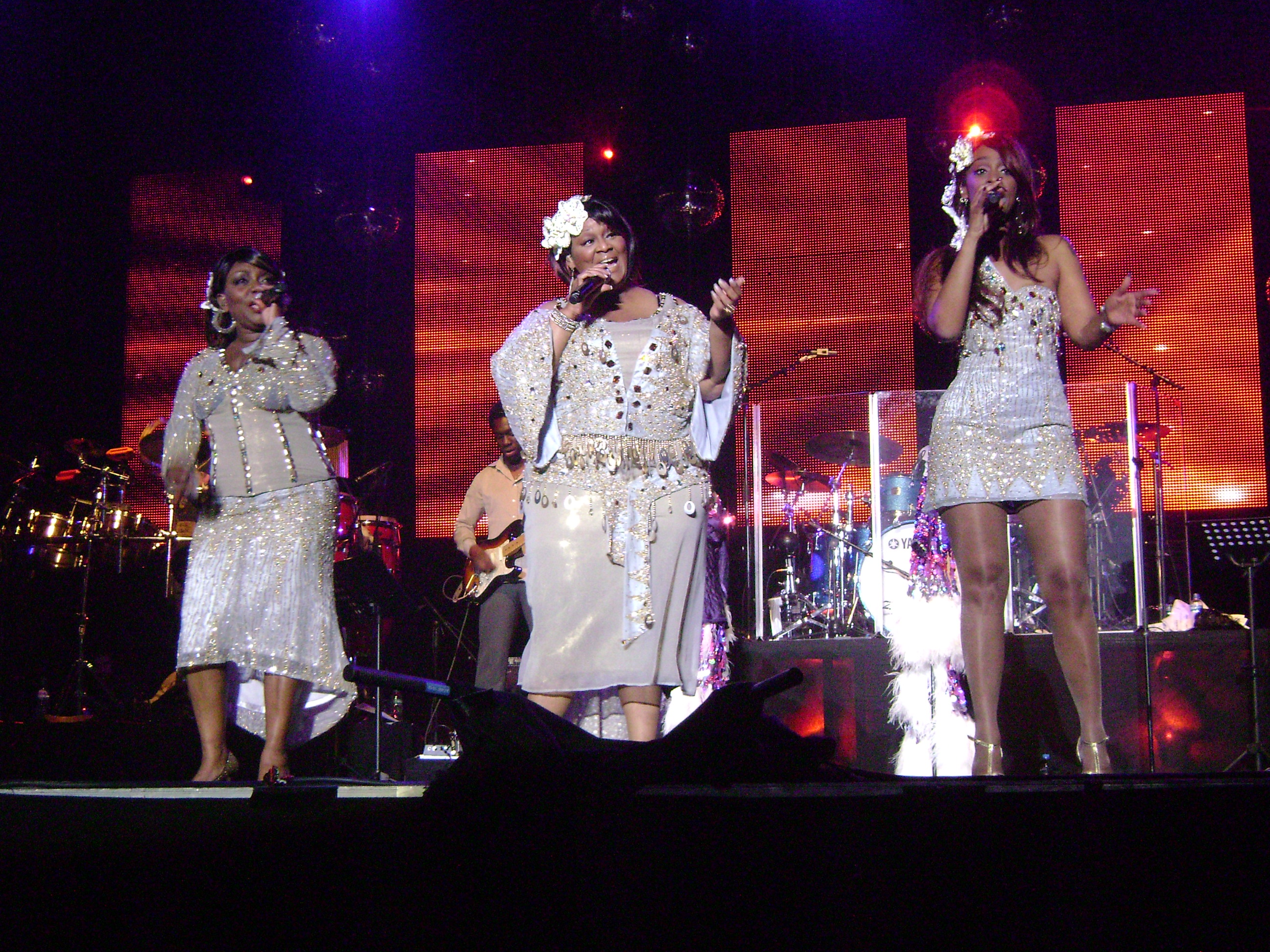
Big Black & Beautiful tijdens hun concert in de Heineken Music Hall (23 april 2010)

In samenwerking met RTL wordt er op 28 november 2009 bekendgemaakt dat de dames een eenmalig concert gaan geven in de Heineken Music Hall. Het uitverkochte concert vond plaats op 23 april 2010. Tijdens het concert werd er repertoire van Everything's Changing alsmede materiaal uit voorgaande theatervoorstellingen gebracht. Het concert werd opgedragen aan hun tourmanager Patrick Stephan die vlak voor het concert overleed. 
Op 13, 14 en 15 mei 2016 traden ze als gastartiesten op tijdens Toppers in Concert in de Amsterdam ArenA. Ze deden daar een ode aan The Pointer Sisters, Whitney Houston, CeCe Peniston, Incognito, Patti Labelle & Donna Summer

## Discografie

### Albums
| Album met eventuele hitnotering(en) in de Nederlandse Album Top 100 | Datum van verschijnen | Datum van binnenkomst | Hoogste positie | Aantal weken | Opmerkingen |
| ------------------------------------------------------------------- | --------------------- | --------------------- | --------------- | ------------ | ----------- |
| A tribute to the girl groups                                        | 2003                  | -                     |                 |              | Livealbum   |
| BB&B XL                                                             | 2006                  | -                     |                 |              | Livealbum   |
| Everything's changing                                               | 2009                  | -                     |                 |              |             |

### Singles
| Single met eventuele hitnotering(en) in de Nederlandse Top 40 | Datum van verschijnen | Datum van binnenkomst | Hoogste positie | Aantal weken | Opmerkingen                             |
| ------------------------------------------------------------- | --------------------- | --------------------- | --------------- | ------------ | --------------------------------------- |
| A tribute to the girl groups                                  | 2003                  | -                     |                 |              |                                         |
| Good love                                                     | 2005                  | -                     |                 |              | met Dennis Christopher                  |
| Just the way                                                  | 2005                  | -                     |                 |              | met Simmons & Christopher               |
| Let's go together                                             | 2006                  | -                     |                 |              | met Soul Corporation                    |
| Geef jouw lach                                                | 2007                  | -                     |                 |              | met Vinzzent / #77 in de Single Top 100 |
| My special prayer                                             | 2008                  | -                     |                 |              | #53 in de Single Top 100                |
| Old horse                                                     | 2009                  | -                     |                 |              | met Carel Kraayenhof                    |
| No frills love                                                | 2009                  | -                     |                 |              |                                         |
| Guess I'll be the one                                         | 2010                  | -                     |                 |              |                                         |
| Everything's changing                                         | 2010                  | -                     |                 |              |                                         |
| Stay with me                                                  | 2011                  | -                     |                 |              | met Tim Knol / #63 in de Single Top 100 |

### Duetten
- Feest (van het album Nooit Meer Alleen van Ivo Niehe) (2009)
- Old Horse (van het album Compassion van Carel Kraayenhof) (2009)
- This Is Where It Ends (van het album Liefde Overwint Alles van Gordon Heuckeroth) (2013)

### Dvd
- Big, Black & Beautiful in Concert - Live in Carré (2008)